# Одар, Фабьен
Фабье́н Ода́р (фр. Fabien Audard; 28 марта 1978, Тулуза, Франция) — французский футболист, вратарь.

## Клубная карьера
Фабьен Одар начинал карьеру футболиста в любительских клубах «Сессе» и «Мюре». В 1998 году перешёл в «Тулузу». В сезоне 1998/99 Одар был третьим вратарём команды после Тедди Ришера и Алена Гуамене и сыграл за команду лишь в 1 матче Дивизиона 1. В конце первого тайма встречи с «Марселем» молодой голкипер заменил на поле Ришера и в оставшееся время пропустил 2 гола (от Флориана Мориса и Фабрицио Раванелли).
По итогам сезона 1998/99 «Тулуза» выбыла в Дивизион 2, и Тедди Ришер покинул клуб. Несмотря на это, положение Одара в команде практически не изменилось. Он сыграл 4 матча в Дивизионе 2, уступив по этому показателю Гуамене и перешедшему из дюссельдорфской «Фортуны» Торстену Вальтеру.
Летом 2000 года в «Тулузу» пришёл Кристоф Рево, который и занял пост № 1 в команде. Одар же, сыграв 5 матчей в сезоне 2000/01, был арендован сначала «Бастией», а в августе 2002 года — «Лорьяном».
С 2002 по 2004 год Фабьен Одар провёл за «Лорьян» 55 матчей в Лиге 2, успешно конкурируя со своим дублёром Стефаном Ле Гарреком. Помимо этого, в сезоне 2002/03 «Лорьян» принимал участие в Кубке УЕФА, что дало возможность вратарю дебютировать в турнире вместе с командой.
Летом 2004 года Одар ненадолго вернулся в Лигу 1, оказавшись в аренде в «Монако». Однако в составе «монегасков» голкипер не смог выдержать конкуренцию со стороны Флавио Ромы, и сыграв за новую команду 4 матча в сезоне, вернулся в «Лорьян». С сезона 2006/07 выступает с «Лорьяном» в Лиге 1.